# Huis clos (sport)
Pour les articles homonymes, voir Huis clos.

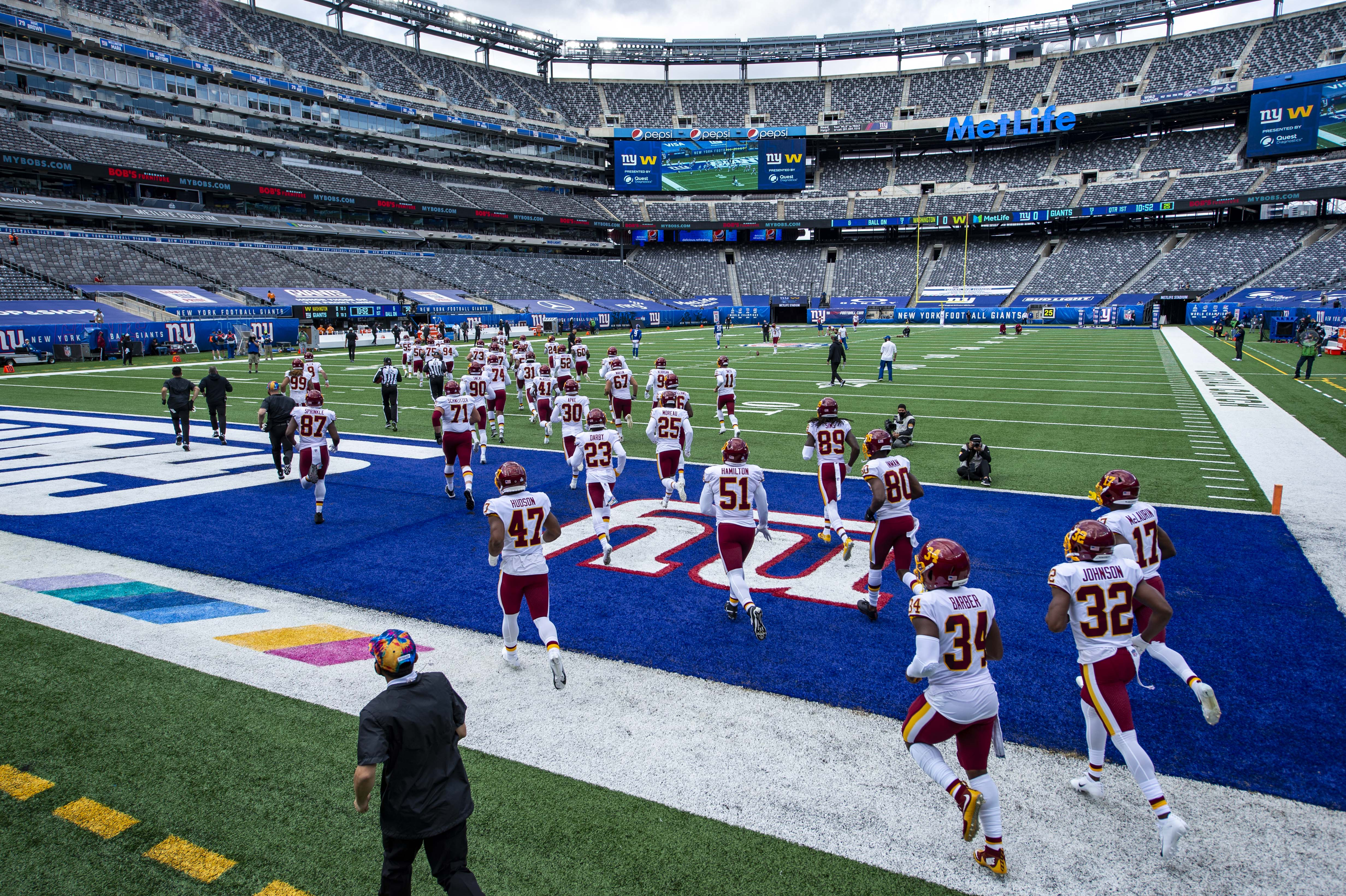
Une rencontre de football américain jouée à huis clos en 2020, au MetLife Stadium près de New York.

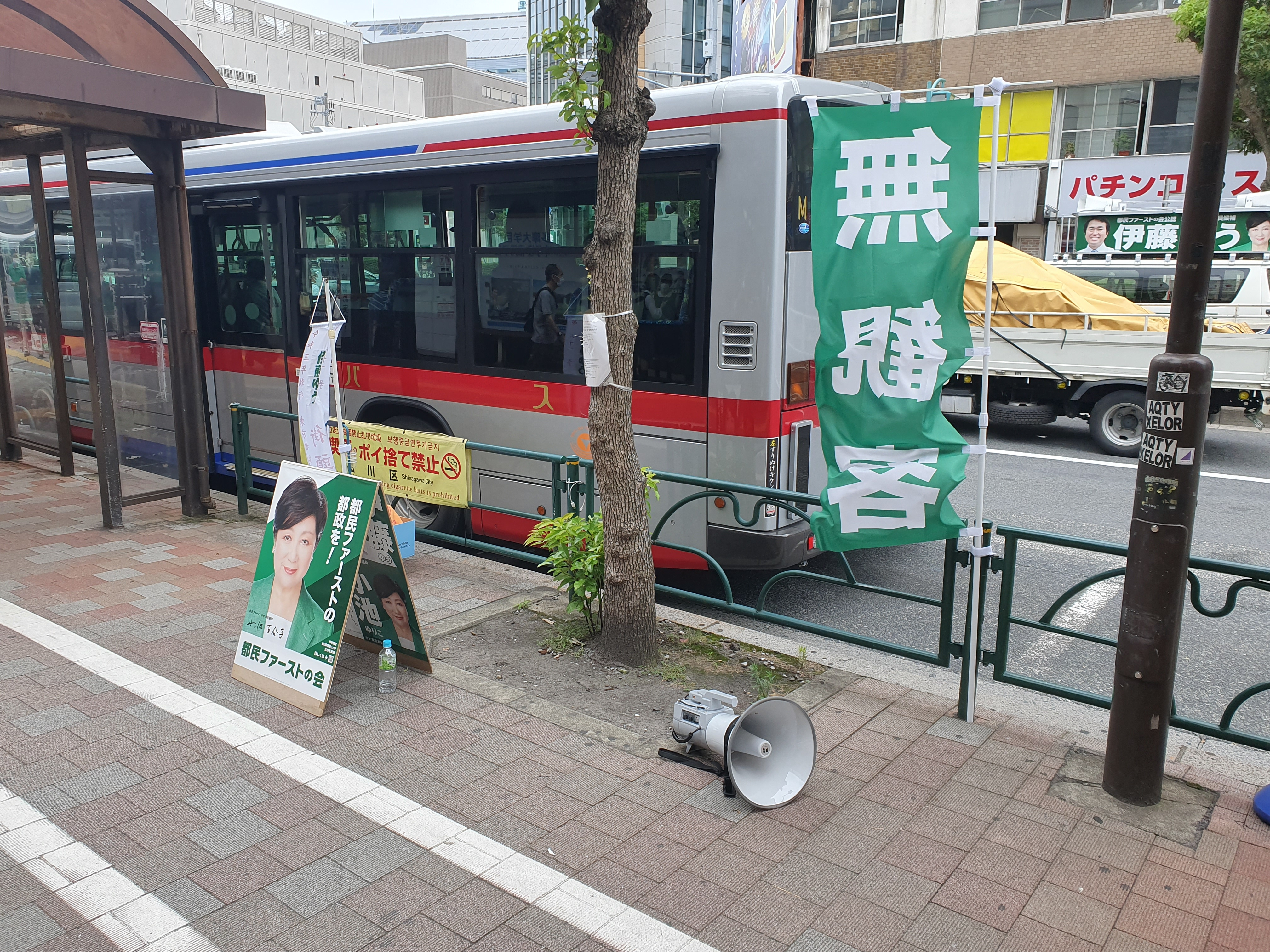
Campagne d'affichage politique militant pour l'instauration du huis clos aux Jeux olympiques de 2020 à Tokyo.

Dans le domaine du sport, le terme « huis clos » (ou « vase clos ») désigne des matchs qui ne sont pas ouverts au public. Des raisons d'accueillir un match à huis clos peuvent être notamment (mais non exclusivement) :
- que l'équipe « à domicile » ou ses supporters sont reconnus coupables d'une violation[1] ;
- un problème de sûreté ou de sécurité du lieu[2] ;
- des préoccupations de santé publique[3], comme lors de la pandémie de Covid-19 ;
- la prévention d'affrontements entre les supporters des deux équipes.